# Premi e riconoscimenti di Lorde
Questa è una lista dei premi e dei riconoscimenti ricevuti da Lorde, cantautrice neozelandese.

## American Music Awards
Lorde è stata candidata tre volte agli American Music Award.
| Anno | Nomination all'artista | Premi                              | Risultato   |
| ---- | ---------------------- | ---------------------------------- | ----------- |
| 2014 | Se stessa              | Miglior artista pop/rock femminile | Candidato/a |
| 2014 | Se stessa              | Miglior artista alternative        | Candidato/a |
| 2014 | Pure Heroine           | Miglior album pop/rock             | Candidato/a |

## APRA Awards

### APRA Awards (Australia)
Lorde ha vinto un Australian APRA Award su una candidatura ricevuta.
| Anno | Nomination all'artista | Premi                         | Risultato       |
| ---- | ---------------------- | ----------------------------- | --------------- |
| 2014 | Se stessa              | Riconoscimento internazionale | Vincitore/trice |

### APRA Awards (Nuova Zelanda)
Lorde ha vinto quattro New Zealand APRA Awards su cinque candidature ricevute.
| Anno | Nomination all'artista | Premi                                         | Risultato       |
| ---- | ---------------------- | --------------------------------------------- | --------------- |
| 2013 | Royals                 | Premio Silver Scroll                          | Vincitore/trice |
| 2014 | Royals                 | Opera maggiormente ascoltata oltreoceano      | Vincitore/trice |
| 2014 | Team                   | Opera maggiormente ascoltata in Nuova Zelanda | Vincitore/trice |
| 2015 | Yellow Flicker Beat    | Premio Silver Scroll                          | Candidato/a     |
| 2017 | Green Light            | Premio Silver Scroll                          | Vincitore/trice |

## ARIA Music Awards
Lorde è stata candidata due volte agli ARIA Music Awards.
| Anno | Nomination all'artista | Premi                          | Risultato   |
| ---- | ---------------------- | ------------------------------ | ----------- |
| 2014 | Pure Heroine           | Miglior artista internazionale | Candidato/a |
| 2017 | Melodrama              | Miglior artista internazionale | Candidato/a |

## ASCAP Pop Awards
Lorde ha vinto un ASCAP Award su una candidatura ricevuta.
| Anno | Nomination all'artista | Premi                 | Risultato       |
| ---- | ---------------------- | --------------------- | --------------- |
| 2014 | Royals                 | Canzone più ascoltata | Vincitore/trice |

## BBC Music Awards
Lorde è stata candidata tre volte ai BBC Music Awards.
| Anno | Nomination all'artista | Premi                          | Risultato   |
| ---- | ---------------------- | ------------------------------ | ----------- |
| 2014 | Se stessa              | Miglior artista internazionale | Candidato/a |
| 2014 | Royals                 | Canzone dell'anno              | Candidato/a |
| 2017 | Se stessa              | Artista dell'anno              | Candidato/a |

## Billboard Music Awards
Lorde ha vinto due Billboard Music Awards su tredici candidature ricevute.
| Anno | Nomination all'artista | Premi                         | Risultato       |
| ---- | ---------------------- | ----------------------------- | --------------- |
| 2014 | Se stessa              | Nuovo artista dell'anno       | Vincitore/trice |
| 2014 | Se stessa              | Miglior artista femminile     | Candidato/a     |
| 2014 | Se stessa              | Miglior artista nella Hot 100 | Candidato/a     |
| 2014 | Se stessa              | Miglior artista digitale      | Candidato/a     |
| 2014 | Se stessa              | Miglior artista radiofonica   | Candidato/a     |
| 2014 | Se stessa              | Miglior artista rock          | Candidato/a     |
| 2014 | Royals                 | Miglior canzone nella Hot 100 | Candidato/a     |
| 2014 | Royals                 | Miglior canzone digitale      | Candidato/a     |
| 2014 | Royals                 | Miglior canzone radiofonica   | Candidato/a     |
| 2014 | Royals                 | Miglior canzone in streaming  | Candidato/a     |
| 2014 | Royals                 | Miglior canzone rock          | Vincitore/trice |
| 2014 | Pure Heroine           | Miglior album rock            | Candidato/a     |
| 2015 | Pure Heroine           | Miglior album rock            | Candidato/a     |
| 2015 | Se stessa              | Miglior artista rock          | Candidato/a     |

## BRIT Awards
Lorde ha vinto due BRIT Awards su due candidature ricevute.
| Anno | Nomination all'artista | Premi                                    | Risultato       |
| ---- | ---------------------- | ---------------------------------------- | --------------- |
| 2014 | Se stessa              | Artista solista femminile internazionale | Vincitore/trice |
| 2018 | Se stessa              | Artista solista femminile internazionale | Vincitore/trice |

## Critics' Choice Movie Awards
Lorde è stata candidata una volta ai Critics' Choice Movie Awards.
| Anno | Nomination all'artista | Premi           | Risultato   |
| ---- | ---------------------- | --------------- | ----------- |
| 2015 | Yellow Flicker Beat    | Miglior canzone | Candidato/a |

## Echo
Lorde è stata candidata una volta ai premi tedeschi Echo.
| Anno | Nomination all'artista | Premi                                             | Risultato   |
| ---- | ---------------------- | ------------------------------------------------- | ----------- |
| 2014 | Pure Heroine           | Miglior artista femminile internazionale pop/rock | Candidato/a |

## GAFFAAwards

### GAFFAAwards (Svezia)
Lorde è stata candidata una volta agli Swedish GAFFA Awards.
| Anno | Nomination all'artista | Premi                                  | Risultato   |
| ---- | ---------------------- | -------------------------------------- | ----------- |
| 2018 | Se stessa              | Miglior artista solista internazionale | Candidato/a |

## Glamour Awards
Lorde è stata candidata una volta ai Glamour Awards.
| Anno | Nomination all'artista | Premi                | Risultato   |
| ---- | ---------------------- | -------------------- | ----------- |
| 2014 | Pure Heroine           | Prossima rivelazione | Candidato/a |

## Golden Globe
Lorde è stata candidata una volta ai Golden Globe.
| Anno | Nomination all'artista | Premi                      | Risultato   |
| ---- | ---------------------- | -------------------------- | ----------- |
| 2015 | Yellow Flicker Beat    | Migliore canzone originale | Candidato/a |

## Grammy Awards
Lorde ha vinto due Grammy Awards su cinque candidature ricevute.
| Anno | Nomination all'artista | Premi                               | Risultato       |
| ---- | ---------------------- | ----------------------------------- | --------------- |
| 2014 | Royals                 | Registrazione dell'anno             | Candidato/a     |
| 2014 | Royals                 | Canzone dell'anno                   | Vincitore/trice |
| 2014 | Royals                 | Miglior interpretazione pop solista | Vincitore/trice |
| 2014 | Pure Heroine           | Miglior album pop vocale            | Candidato/a     |
| 2018 | Melodrama              | Album dell'anno                     | Candidato/a     |

## iHeartRadio Music Awards
Lorde ha vinto un iHeart Radio Music Award su tre candidature ricevute.
| Anno | Nomination all'artista | Premi                              | Risultato       |
| ---- | ---------------------- | ---------------------------------- | --------------- |
| 2014 | Lorde                  | Miglior nuovo artista              | Vincitore/trice |
| 2014 | Royals                 | Canzone alternative rock dell'anno | Candidato/a     |
| 2018 | Homemade Dynamite      | Miglior remix                      | Candidato/a     |

## International Dance Music Awards
Lorde è stata candidata due volte agli International Dance Music Award.
| Anno | Nomination all'artista | Premi                                   | Risultato   |
| ---- | ---------------------- | --------------------------------------- | ----------- |
| 2014 | Se stessa              | Miglior artista solista rivelazione     | Candidato/a |
| 2014 | Royals                 | Miglior traccia pop dance / commerciale | Candidato/a |

## MPG Awards
Lorde è stata candidata una volta agli MPG Awards.
| Anno | Nomination all'artista | Premi                               | Risultato   |
| ---- | ---------------------- | ----------------------------------- | ----------- |
| 2018 | Se stessa              | Produttore internazionale dell'anno | Candidato/a |

## MTV Awards

### MTV Europe Music Awards
Lorde ha vinto due MTV Europe Music Awards su sei candidature ricevute.
| Anno | Nomination all'artista | Premi                        | Risultato       |
| ---- | ---------------------- | ---------------------------- | --------------- |
| 2013 | Se stessa              | Miglior artista neozelandese | Vincitore/trice |
| 2013 | Se stessa              | Artista emergente            | Candidato/a     |
| 2014 | Se stessa              | Miglior artista MTV Push     | Candidato/a     |
| 2014 | Se stessa              | Miglior artista neozelandese | Vincitore/trice |
| 2014 | Se stessa              | Miglior artista alternative  | Candidato/a     |
| 2015 | Se stessa              | Miglior artista alternative  | Candidato/a     |
| 2017 | Se stessa              | Miglior artista alternative  | Candidato/a     |
| 2017 | Se stessa              | Miglior artista neozelandese | Candidato/a     |
| 2022 |                        | Miglior artista neozelandese | Vincitore/trice |

### MTV Millennial Awards
Lorde è stata candidata una volta agli MTV Millennial Awards.
| Anno | Nomination all'artista | Premi                        | Risultato   |
| ---- | ---------------------- | ---------------------------- | ----------- |
| 2017 | Green Light            | Hit internazionale dell'anno | Candidato/a |

### MTV Video Music Awards
Lorde ha vinto un MTV Video Music Award su quattro candidature ricevute.
| Anno | Nomination all'artista | Premi                                 | Risultato       |
| ---- | ---------------------- | ------------------------------------- | --------------- |
| 2014 | Royals                 | Miglior video di un'artista femminile | Candidato/a     |
| 2014 | Royals                 | Miglior video rock                    | Vincitore/trice |
| 2017 | Se stessa              | Artista dell'anno                     | Candidato/a     |
| 2017 | Green Light            | Miglior montaggio                     | Candidato/a     |

### MTV Video Music Awards Japan
Lorde è stata candidata una volta agli MTV Video Music Awards Japan.
| Anno | Nomination all'artista | Premi                             | Risultato   |
| ---- | ---------------------- | --------------------------------- | ----------- |
| 2014 | Royals                 | Miglior video di un nuovo artista | Candidato/a |

## Myx Music Awards
Lorde è stata candidata una volta ai Myx Music Awards.
| Anno | Nomination all'artista | Premi                        | Risultato   |
| ---- | ---------------------- | ---------------------------- | ----------- |
| 2014 | Royals                 | Miglior video internazionale | Candidato/a |

## MuchMusic Video Awards
Lorde ha vinto due MuchMusic Video Awards su tre candidature ricevute.
| Anno | Nomination all'artista | Premi                                      | Risultato       |
| ---- | ---------------------- | ------------------------------------------ | --------------- |
| 2014 | Se stessa              | Miglior artista internazionale             | Candidato/a     |
| 2014 | Royals                 | Miglior video di un artista internazionale | Vincitore/trice |
| 2017 | Se stessa              | Miglior artista internazionale di successo | Candidato/a     |
| 2017 | Se stessa              | Artista internazionale dell'anno           | Vincitore/trice |
| 2017 | Se stessa              | Artista internazionale preferito dai fan   | Candidato/a     |

## New Zealand Music Awards
Lorde ha vinto diciotto New Zealand Music Awards su ventidue candidature ricevute, seconda artista per numero di vittorie dietro solo a Bic Runga.
| Anno | Nomination all'artista | Premi                               | Risultato       |
| ---- | ---------------------- | ----------------------------------- | --------------- |
| 2013 | Royals                 | Singolo dell'anno                   | Vincitore/trice |
| 2013 | The Love Club EP       | Artista rivelazione dell'anno       | Vincitore/trice |
| 2013 | Se stessa              | Scelta del pubblico                 | Vincitore/trice |
| 2013 | Se stessa              | Successo internazionale             | Vincitore/trice |
| 2014 | Team                   | Singolo dell'anno                   | Vincitore/trice |
| 2014 | Royals                 | Singolo neozelandese più venduto    | Vincitore/trice |
| 2014 | Pure Heroine           | Album dell'anno                     | Vincitore/trice |
| 2014 | Pure Heroine           | Miglior artista femminile solista   | Vincitore/trice |
| 2014 | Pure Heroine           | Miglior album pop                   | Vincitore/trice |
| 2014 | Se stessa              | Scelta del pubblico                 | Candidato/a     |
| 2014 | Se stessa              | Successo internazionale             | Vincitore/trice |
| 2015 | Yellow Flicker Beat    | Singolo dell'anno                   | Vincitore/trice |
| 2015 | Yellow Flicker Beat    | Singolo neozelandese più venduto    | Candidato/a     |
| 2015 | Yellow Flicker Beat    | Registrazione radiofonica dell'anno | Candidato/a     |
| 2015 | Pure Heroine           | Album neozelandese più venduto      | Candidato/a     |
| 2015 | Se stessa              | Successo internazionale             | Vincitore/trice |
| 2017 | Melodrama              | Album dell'anno                     | Vincitore/trice |
| 2017 | Green Light            | Singolo dell'anno                   | Vincitore/trice |
| 2017 | Se stessa              | Miglior artista solista             | Vincitore/trice |
| 2017 | Se stessa              | Miglior artista pop                 | Vincitore/trice |
| 2017 | Se stessa              | Scelta del pubblico                 | Vincitore/trice |
| 2017 | Se stessa              | Successo internazionale             | Vincitore/trice |

## New Zealand Radio Awards
Lorde è stata candidata una volta ai New Zealand Radio Awards.
| Anno | Nomination all'artista | Premi         | Risultato       |
| ---- | ---------------------- | ------------- | --------------- |
| 2018 | Lorde: The Babysitter  | Miglior video | Vincitore/trice |

## Nickelodeon Australian Kids' Choice Awards
Lorde è stata candidata due volte ai Nickelodeon Australian Kids' Choice Awards.
| Anno | Nomination all'artista | Premi                                        | Risultato   |
| ---- | ---------------------- | -------------------------------------------- | ----------- |
| 2014 | Se stesso              | Nuovo talento di successo                    | Candidato/a |
| 2015 | Se stesso              | Artista australiano / neozelandese preferito | Candidato/a |

## NME Awards
Lorde ha vinto un NME Award su cinque candidature ricevute.
| Anno | Nomination all'artista | Premi                                  | Risultato       |
| ---- | ---------------------- | -------------------------------------- | --------------- |
| 2014 | Se stessa              | Miglior artista solista                | Candidato/a     |
| 2018 | Se stessa              | Miglior artista solista internazionale | Vincitore/trice |
| 2018 | Se stessa              | Miglior artista dal vivo               | Candidato/a     |
| 2018 | Melodrama              | Miglior album                          | Candidato/a     |
| 2018 | Green Light            | Miglior traccia                        | Candidato/a     |
| 2022 | Solar Power            | Miglior traccia                        | Vincitore/trice |

## People's Choice Awards
Lorde è stata candidata una volta ai People's Choice Awards.
| Anno | Nomination all'artista | Premi               | Risultato   |
| ---- | ---------------------- | ------------------- | ----------- |
| 2014 | Se stessa              | Artista rivelazione | Candidato/a |

## Premios 40 Principales
Lorde è stata candidata una volta ai Los Premios 40 Principales.
| Anno | Nomination all'artista | Premi                                     | Risultato   |
| ---- | ---------------------- | ----------------------------------------- | ----------- |
| 2014 | Lorde                  | Miglior artista esordiente internazionale | Candidato/a |

## Q Awards
Lorde è stata nominata tre volte ai Q Awards.
| Anno | Nomination all'artista | Premi                    | Risultato   |
| ---- | ---------------------- | ------------------------ | ----------- |
| 2014 | Royals                 | Miglior traccia          | Candidato/a |
| 2017 | Se stessa              | Miglior artista dal vivo | Candidato/a |
| 2017 | Green Light            | Miglior traccia          | Candidato/a |

## Taite Music Prize
Lorde ha vinto il Taite Music Prize.
| Anno | Nomination all'artista | Premi             | Risultato       |
| ---- | ---------------------- | ----------------- | --------------- |
| 2014 | Pure Heroine           | Taite Music Prize | Vincitore/trice |

## Teen Choice Awards
Lorde è stata candidata quattro volte ai Teen Choice Awards.
| Anno | Nomination all'artista | Premi                                   | Risultato   |
| ---- | ---------------------- | --------------------------------------- | ----------- |
| 2014 | Se stessa              | Miglior artista femminile               | Candidato/a |
| 2014 | Team                   | Miglior canzone di un'artista femminile | Candidato/a |
| 2017 | Green Light            | Miglior canzone alternative rock        | Candidato/a |
| 2017 | Se stessa              | Miglior artista femminile dell'estate   | Candidato/a |

## UK Music Video Awards
Lorde è stata candidata due volte agli UK Music Video Awards.
| Anno | Nomination all'artista     | Premi                              | Risultato   |
| ---- | -------------------------- | ---------------------------------- | ----------- |
| 2016 | Magnets (con i Disclosure) | Miglior video dance (UK)           | Candidato/a |
| 2017 | Green Light                | Miglior video pop (internazionale) | Candidato/a |

## World Music Awards
Lorde ha vinto tre World Music Awards su quindici candidature ricevute.
| Anno | Nomination all'artista | Premi                        | Risultato       |
| ---- | ---------------------- | ---------------------------- | --------------- |
| 2014 | Se stessa              | Miglior artista femminile    | Candidato/a     |
| 2014 | Se stessa              | Miglior artista esordiente   | Vincitore/trice |
| 2014 | Se stessa              | Miglior artista dal vivo     | Candidato/a     |
| 2014 | Se stessa              | Intrattenitore dell'anno     | Candidato/a     |
| 2014 | Se stessa              | Miglior artista alternative  | Vincitore/trice |
| 2014 | Se stessa              | Artista oceanico più venduto | Vincitore/trice |
| 2014 | Royals                 | Miglior canzone              | Candidato/a     |
| 2014 | Team                   | Miglior canzone              | Candidato/a     |
| 2014 | Tennis Court           | Miglior canzone              | Candidato/a     |
| 2014 | The Love Club          | Miglior canzone              | Candidato/a     |
| 2014 | The Love Club EP       | Miglior album                | Candidato/a     |
| 2014 | Pure Heroine           | Miglior album                | Candidato/a     |
| 2014 | Royals                 | Miglior video                | Candidato/a     |
| 2014 | Team                   | Miglior video                | Candidato/a     |
| 2014 | Tennis Court           | Miglior video                | Candidato/a     |